# Бойова коса
Бойова коса — древкова зброя піхоти, яка являла собою держак із насадженою на нього господарською косою (рідше — шаткувальним ножем чи виготовленим спеціально дволезовим клинком дугоподібної форми). Лезо насаджалось на древко так, щоб бути його продовженням.

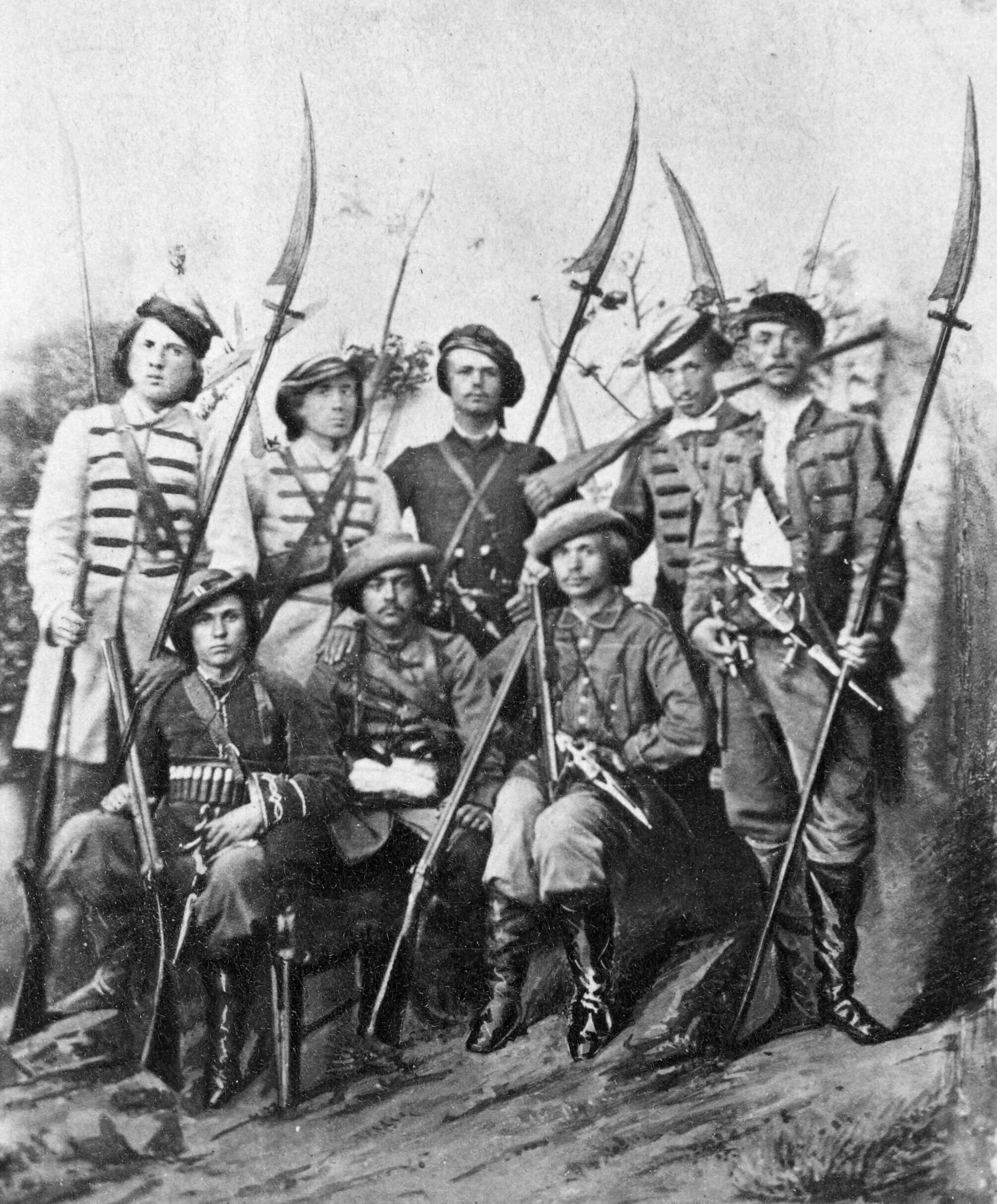
Повстанці-косарі. 1863 рік

Зброю широко вживали в Речі Полсполитій, зокрема і козаки, а також українські, польські й литовські бунтівники. У них бойова коса була такою ж популярною, як і звичайна піка. Зокрема,  використовували бойову косу в часи селянських повстань в Україні.

## Історія
Історія появи бойової коси бере свій початок не пізніше XIV. Спочатку це було звичайне сільськогосподарське знаряддя, яке селяни злегка переробляли, міняючи кут з'єднання робочої коси і кісся, що давали змогу використовувати знаряддя як бойову зброю.
Вперше подобу бойової коси (з прорізним хрестиком в бойовій частині) застосували в XIV ст. швейцарські селяни — піхотинці кантонів Урі, Швіц і Унтервальден, в боях проти австрійської лицарської кінноти.

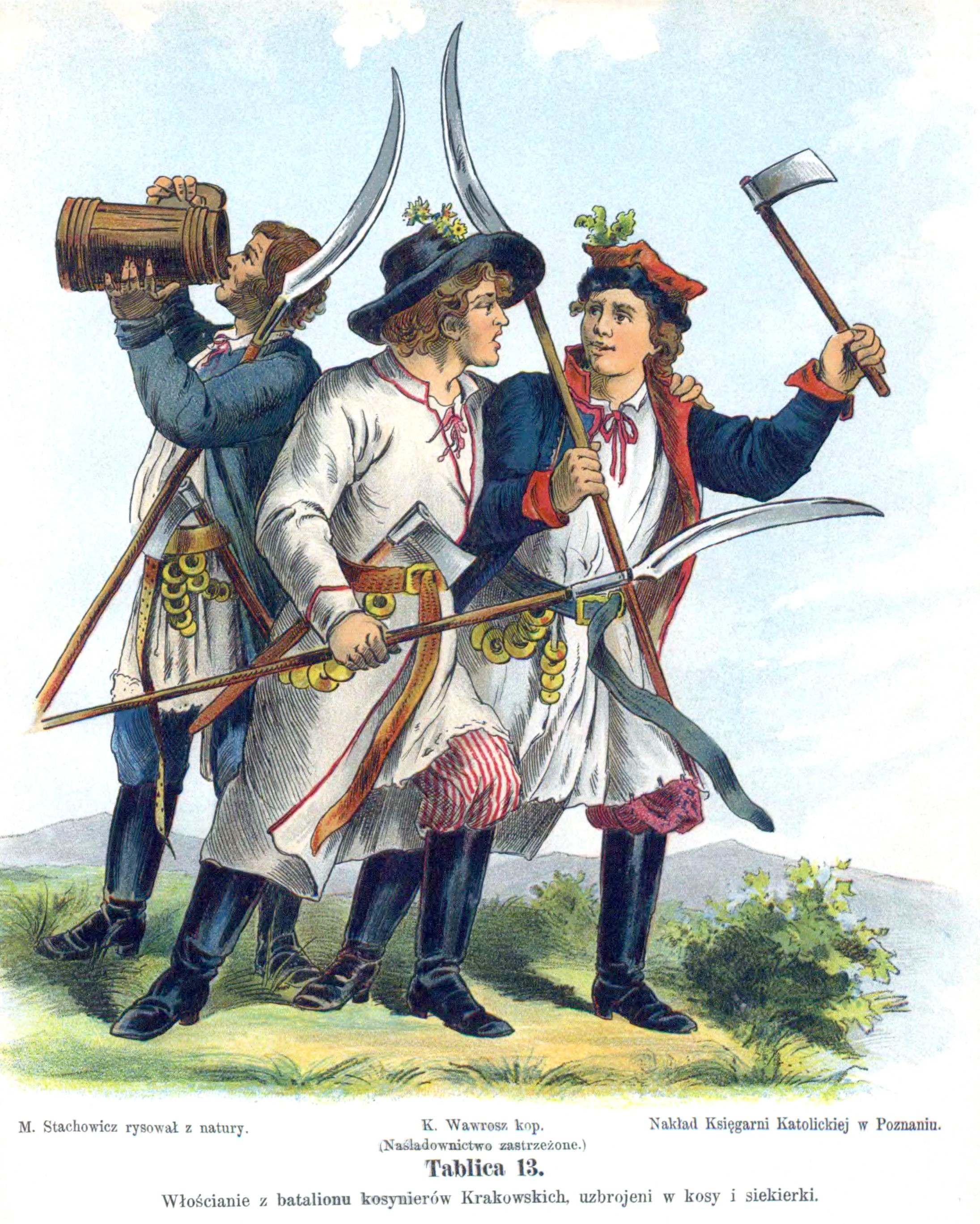
Малюнок воїнів Костюшка.

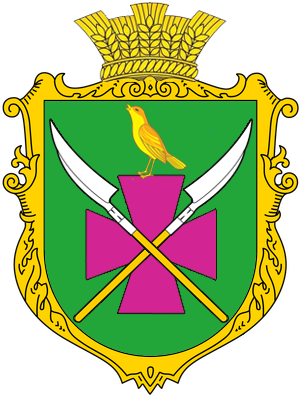
Бойові коси на гербі Покошичів

Пізніше бойові коси неодноразово використовувалися повсталими гуситами (XV ст.) та німецькими селянами в період Великої селянської війни 1525 року. Популярність бойових кіс серед селянської піхоти пояснювалася тим, що вона була зручною, універсальною і маневренною зброєю для боротьби саме з лицарською кіннотою.
Ті бойові коси, що дійшли до нас і зберігаються в західноєвропейських музеях, датуються, переважно, XVI століттям, але є і виключення. Наприклад, бойова коса прусського ландштурму 1813 року. У Німеччині бойові коси, як зброя, що відповідає можливостям селян, ще довго застосовувалося в Тіролі, під час повстань 1703, 1805 і 1809 рр.
Поряд з бойовими косами в пізнє середньовіччя застосовувалася і зброя, дещо схожа на них, і також походить від сільськогосподарських знарядь — глефи і кузи.
На думку польських істориків і зброєзнавців (В. Кващневіч та ін.) бойова коса була «винаходом» саме запорізької піхоти. Бойова коса стає одним з основних видів зброї запорізьких козаків часів національно-визвольної війни українського народу (XVII ст.), у XVIII ст. — зброєю повстанців-гайдамаків, зокрема, під час Коліївщини.
З польських джерел відомо, що українське козацько-селянське військо застосовувало бойові коси в битві під Берестечком 1651 року. Польські шляхтичі згадували, що козаки ефективно використовували тоді бойову косу в оборонних цілях.
У Московії бойова коса також була відома в XVII—XVIII ст.. Її вживали селяни в період повстань під проводом Стеньки Разіна й Омеляна Пугачова. Крім того, і українське і російське селянство застосувало бойові коси під час партизанської війни проти наполеонівських солдатів в 1812 р.
У Польщі бойові коси використовувалися холопами ще в період Речі Посполитої під час «шведського потопу» 1655—1660 рр. та під час повстання Тадеуша Костюшка (1794 р.), де озброєних ними селян називали «косинерами»

## Механізм та використання

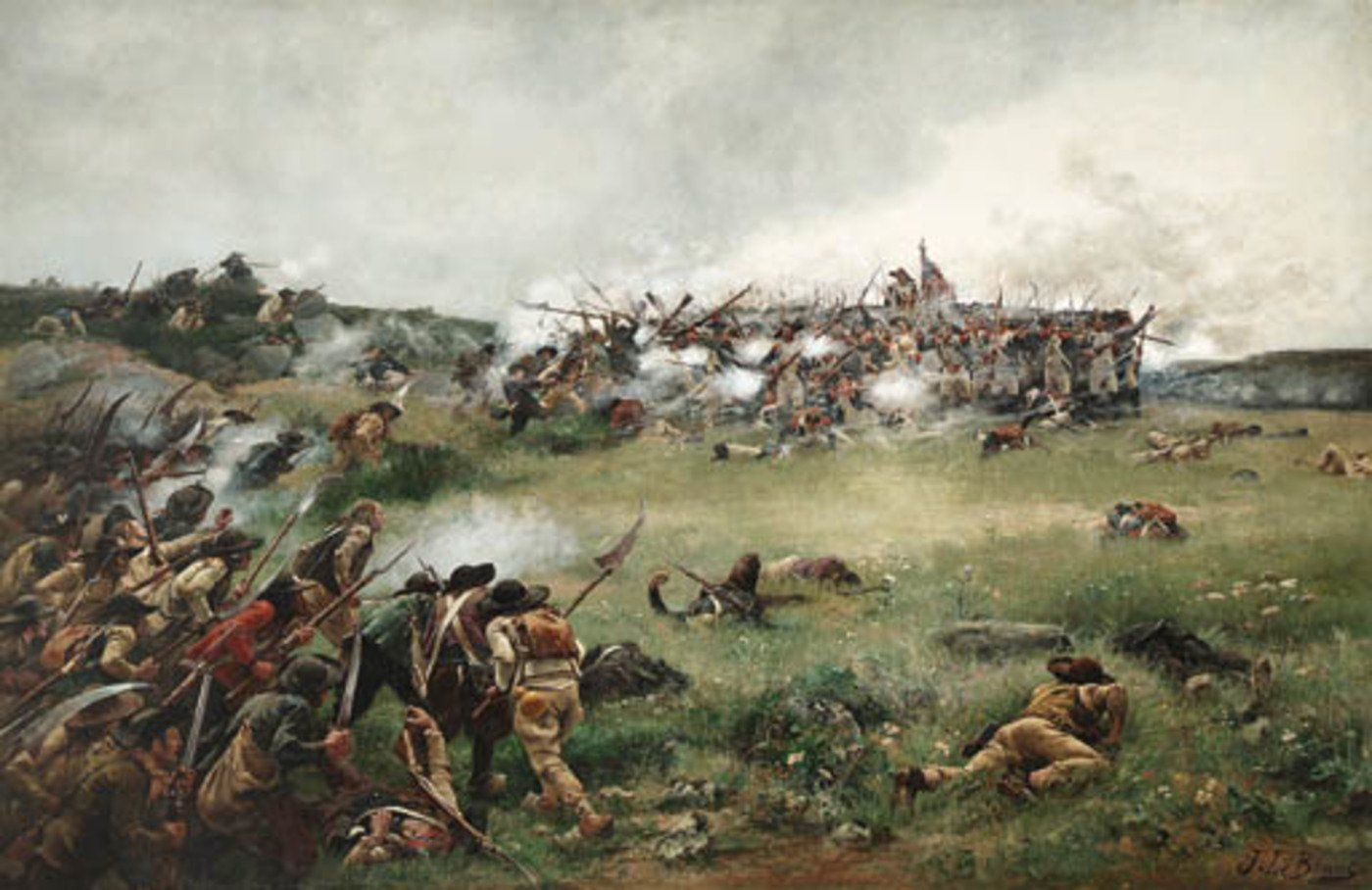

Клинок коси містився в розщепленій верхній частині древка і обтягувався залізними обручами або приклепувався до древка. При цьому древко у верхній частині було обмотане дротом з метою запобігання його перерубанню.
Бойовою косою, обладнаною гаком, можна було легко зачепити і стягнути з коня лицаря, нею було зручно перерізати сухожилля коням і тим самим нейтралізувати кавалериста, завдавати сильного рублячого удару.
Для виготовлення пік повстанські армії користувалася посібником «Наука про пристосування кіс і пік для захисту…», яке було видано у Варшаві в 1830 році під час другого повстання. Коваль повинен був випрямити косу і зробити в хвості два отвори для закріплення на древку. Дерев'яний держак виконували довжиною близько 4-х ліктів (2188 мм) і товщиною близько 2-х дюймів (близько 54 мм). Піка встромлялася в паз на кінці древка, прикріплялася до нього залізним обручем і двома заклепками. Під обруч вставлялися дві залізні смуги для захисту древка від ударів палаша. Також були поширеними піки (коси), перековані з тесаків для рубання соломи. Що б зробити піку з тесака, ковалю було необхідно перекувати лише кінець тесака і прикріпити наконечник на древко.

### Тактика застосування
|  | …за правилами хорошої тактики зброя в трьох рядах повинна бути змішаною: перший ряд — вогнепальна зброя, 2-й — піки, 3-й — коси. Є й інші хороші способи, згідно з якими 1-й ряд може мати зброю з багнетами, 2-й — коси, а 3-й — піки, або: 1-й ряд — 1 людина мала піку, спрямовану в бік атаки, а 2-й просто йде, тримаючи косу для рубки вертикально, 2-й ряд — піки, а 3-й — допоміжний — коси. — П. Айгнер. «Тактика корпусу пікінерів і косиньєрів» |

Підрозділи, в яких бійці були озброєні бойовими косами, у Польщі йменувалися косинерами (kosynierzy).
Ян і Андрій Слаські, краківські поміщики і революційні генерали, звільнили 2000 власних селян, які стали використовувати власні коси як зброю. Ці війська утворили Краківську міліцію і брали участь у більшості битв під час повстання, і в битві під Рацлавицями вони захопили московські гармати й змусили ворога відступити. Для підвищення якості підготовки і командування цими військами, варшавський архітектор Петро Айгнер написав книгу «Коротка наука про коси та піки», де описував тактику використання цієї зброї: біг з косами в строю, взаємодію пікінерів і стрільців, озброєних карабінами, взаємодію з артилерією.
Косиньєри також брали участь у Польському повстанні 1830 року (битва під Остроленкою), і Польському повстанні 1863 року.